# Kyrkslätts hembygdsförening
Kyrkslätts hembygdsförening är en hembygdsförening med anknytning till Kyrkslätts historia i Finland. Den grundades år 1910 och ger ut böcker, bedriver museiverksamhet och ordnar utställningar. 

## Gillobacka hembyggsdgård
Kyrkslätts hembygdsförening har restaurerat den vitrappade chaufförstugan invid Gamla Kustvägen i Gillobacka by mellan Kyrkslätts kyrka och Jorvas. Det är det ena av två hus som finns kvar av Gillobacka gård med anor i 1500-talet. Huset byggdes i början av 1900-talet och har inhyst många olika människor och verksamheter. Sitt namn har den fått av den period då gårdens chaufförer bodde där.
Bottenvåningens yta är 116 kvadratmeter och omfattar mötesrum, pausrum samt ett större seminarierum. 

## Museiverksamhet
Museiverksamheten har ända från starten varit en viktig del av Kyrkslätts hembygdsförenings verksamhet. Redan 1911 föreslog läraren Alfred Winell att hembygdsföreningen skulle grunda ett museum. Hemmansbyggnaden på Tina gård i Masaby visade sig vara en lämplig byggnad. Den donerades av Alfred Vilén. Museet Gammel-Tina invigdes den 29 december 1913. 
Hösten 1944 arrenderades en stor del av Kyrkslätt till Sovjetunionen. Gammel-Tina museum blev kvar på det arrenderade området. Museiföremålen evakuerades till Hertonäs gård.
Då Porkalaområdet återbördades år 1956 fanns bara en väderkvarn och sidobyggnaden Tina-stugan kvar på det gamla museiområdet i Masaby.
Norra Kyrkslätt ingick inte i det sovjetiska arrendet och här fortsatte hembygdsföreningens verksamhet. Några år efter att man förlorat Gammel-Tina museum började man planera ett nytt hembygdsmuseum i norra Kyrkslätt. Tillsammans med Kyrkslätts Marthaförening inköptes en lämplig tomt i Lappböle. Ett gammalt bostadshus, ursprungligen uppfört 1827 på Alis i Evitskog, flyttades till tomten. År 1956 invigdes Alisgårdens hembygdsmuseum.  
På museiområdet finns också en loftbod som donerats av Sven Österberg på Bak-Tuomola i Evitskog och en stuga från föreningens tidigare museum på Tina hemman i Masaby.
Uppe på Gesterby ladugårds vind förvaras en del av  Kyrkslätts hembygdsförenings samling av allmogeföremål. Föremålen berättar om tiden då man var i det närmaste självförsörjande och tillverkade de flesta förnödenheter hemma. På gårdarna fanns ännu inga traktorer utan jordbruket sköttes traditionellt med häst- och handkraft.
I museets samlingar finns kärror, slädar och vagnar men också hushållsföremål, arbetsredskap samt ortens äldsta brandsläckningsutrustning. På området finns också en väderkvarn och några bodar.
Till Gesterby museiområde har föreningen också flyttat en väderkvarn som donerats till föreningen av Herman Lindén på Östergård i Ingvaldsby och en smedja som donerats till föreningen av Erik Hoffman på Ollas i Evitskog. 
På området finns också några bodar.